# سید هوار
سید هوار (انگلیسی: Syd Hoar؛ ۲۸ نوامبر ۱۸۹۵ – May 1967) ورزشکار فوتبال اهل بریتانیا بود.
از باشگاه‌هایی که در آن بازی کرده‌است می‌توان به باشگاه فوتبال لوتون تاون، باشگاه فوتبال لیتون اورینت، و باشگاه فوتبال آرسنال اشاره کرد.